# نهائي كأس ملك إسبانيا 2025
نهائي كأس ملك إسبانيا 2025 (بالإسبانية: Final de la Copa del Rey de fútbol 2025)‏ هو مباراة كرة القدم الختامية لتحديد الفريق الفائز في مسابقة كأس ملك إسبانيا 2024–25، من النسخة مائة وثلاثة وعشرون من كأس إسبانيا الرئيسية (بما في ذلك موسمان شهدتا نسختين متنافستين). أُقيمت المباراة في 26 أبريل 2025 على ملعب لا كارتوخا في إشبيلية بين الغريمين التقليديين برشلونة وريال مدريد. وهي المباراة مائتين وستين في تاريخ الكلاسيكو، والمواجهة الثامنة والثلاثين في تاريخ كأس ملك إسبانيا، المسابقة الأقدم في تاريخ كرة القدم الإسبانية. والنهائي الثامن في تاريخ مواجهات الفريقين حيث يتفوق ريال مدريد بتحقيق الفوز في أربع نهائيات في (1936، 1974، 2011، 2014)، مقابل فوز برشلونة في ثلاث نهائيات في (1968، 1983، 1990)، ومواجهة النهائي الأول بعد آخر نهائي كأس ملك إسبانيا جمعهما في نهائي كأس ملك إسبانيا 2014 	على ملعب ميستايا، فالنسيا.
امتدت المباراة النهائية لكأس ملك إسبانيا إلى الأشواط الإضافية، انتهت بتتويج نادي برشلونة بلقب كأس ملك إسبانيا للمرة الثانية والثلاثين في تاريخه بعدما سجل مدافع برشلونة كوندي ثالث أهداف فريقه في الدقيقة 115 من الشوط الإضافي الثاني وتصبح النتيجة ثلاثة أهداف لبرشلونة مقابل هدفين لريال مدريد، ليحسم مباراة كلاسيكو ضمن بطولة كأس ملك إسبانيا في إشبيلية، ويمنح هانسي فليك ثاني لقب كبير تحت قيادة برشلونة كمدرب بالاضافة إلى تحقيقه كأس السوبر الإسباني هذا الموسم.
تأهل نادي برشلونة لنهائي كأس ملك إسبانيا بعد تغلبه على نادي على أتلتيكو مدريد بنتيجة 1-0 ليصل إلى نهائي كأس ملك إسبانيا لأول مرة في أربعة مواسم، فيما أقصى ريال مدريد منافسه ريال سوسيداد في الوقت الإضافي، متأهلاً بنتيجة 5-4 في مجموع المباراتين، ويضرب موعدا مع برشلونة في مباراة "كلاسيكو". ويلتقي الفريقان في نهائي الكأس لأول مرة منذ موسم 2013-2014، عندما فاز ريال مدريد باللقب. تأهل ريال مدريد إلى نهائي بطولة كأس ملك إسبانيا بصعوبة كبيرة على حساب فريق نادي ريال سوسيداد، بنتيجة 5-4 في مجموع مباراتي الذهاب والإياب، بعد امتداد لقاء الإياب إلى الأشواط الإضافية وتقدم ريال سوسيداد بنتيجة 4-3 قبل أن يحرز رودريغو هدف التعادل في الدقيقة 115 من المباراة التي جمعت بينهما على ملعب "سانتياغو برنابيو"، وكانت مباراة الذهاب انتهت بفوز ريال مدريد (1-0) على ملعب أنويتا، ليحجز الريال بطاقة التأهل للنهائي.

## عن الفريقين
| الفريق     | التتويج | المشاركات السابقة في النهائيات (الخط الغليظ للأرقام يشير لسنة التتويج باللقب) |
| ---------- | ------- | --- |
| برشلونة    | 31      | 42 (1910، 1912، 1913، 1919، 1920، 1922، 1925، 1926، 1928، 1932، 1936، 1942، 1951، 1952، 1953، 1954، 1957، 1959، 1963، 1968، 1971، 1974، 1978، 1981، 1983، 1984، 1986، 1988، 1990، 1996، 1997، 1998، 2009، 2011، 2012، 2014، 2015، 2016، 2017، 2018، 2019، 2021) |
| ريال مدريد | 20      | 40 (1903، 1905، 1906، 1907، 1908، 1916، 1917، 1918، 1924، 1929، 1930، 1933، 1934، 1936، 1940، 1943، 1946، 1947، 1958، 1960، 1961، 1962، 1968، 1970، 1974، 1975، 1979، 1980، 1982، 1983، 1989، 1990، 1992، 1993، 2002، 2004، 2011، 2013، 2014، 2023)             |

## ملعب المباراة
أقيمت المباراة النهائية على ملعب لا كارتوخا في إشبيلية، إسبانيا. تقع على جزيرة لا كارتوخا، موقع دير كارتوجا، بجوار موقع معرض إشبيلية العالمي لعام 1992 ، والذي تم تحويله إلى منتزه كارتوخا للعلوم والتكنولوجيا، وهي مدينة حضرية على أرض تابعة لبلدية سانتيبونس.
تم افتتاح الملعب من قبل ملك وملكة إسبانيا في 05 مايو 1999، خلال المباراة الدولية لكرة القدم بين المنتخبين الإسباني والكرواتي وانتهت بنتيجة 3-1. ومن 20 أغسطس 1999، ويتسع 57.600 متفرج، مما يجعله ثاني أكبر ملعب في الأندلس وخامس أكبر ملعب في إسبانيا، خلف كامب نو (برشلونة)، وبينيتو فيلامارين (إشبيلية)، وواندا متروبوليتانو، وسانتياغو برنابيو (مدريد). استضاف هذا الملعب متعدد الأغراض مسابقات ألعاب القوى، وأبرزها البطولة التي تم بناؤه من أجلها، بطولة العالم لألعاب القوى 1999. وقد استضافت في السابق بطولة إسبانيا لألعاب القوى في نفس العام. في مجال كرة القدم استضاف الملعب مباريات دولية للمنتخب الإسباني، على مستوى الأندية استضاف نهائي كأس الملك سبع مرات، بين فالنسيا وأتلتيكو مدريد في نهائي كأس ملك إسبانيا 1999، وبين سيلتا فيغو وسرقسطة في نهائي كأس ملك إسبانيا 2001، بين ناديي ريال سوسيداد وأتلتيك بلباو في نهائي كأس ملك إسبانيا 2020، ومواجهة نادي برشلونة ونادي أتلتيك في نهائي كأس ملك إسبانيا 2021، بين بيتيس وفالنسيا عام 2022. وبين ريال مدريد أوساسونا في نهائي كأس ملك إسبانيا 2023، وبين نادي أتلتيك وريال مايوركا في نهائي كأس ملك إسبانيا 2024.
في عام 2025، تم توسيع ملعب لا كارتوجا إلى 70,000 مقعدًا، إلى جانب إزالة المضمار الرياضي؛ وأعيد افتتاحه في 26 أبريل لنهائي كأس ملك إسبانيا 2025. جعلته السعة الجديدة ثالث أكبر ملعب في إسبانيا، بعد كامب نو وسانتياغو برنابيو، مع مشروع التجديد الشامل بما في ذلك تحسينات الوصول وسقف زجاجي ليكتمل حوالي عام 2028 قبل استضافة مباريات كأس العالم 2030.
|                               |  |
| 57.600 متفرج قبل التوسعة.     |  |
| نهائي كأس ملك إسبانيا 2024-25 |  |

## الطريق إلى النهائي
| برشلونة                                                                     | برشلونة | برشلونة | برشلونة | ضد                       | ريال مدريد   | ريال مدريد       | ريال مدريد       | ريال مدريد       |
| --------------------------------------------------------------------------- | ------- | ------- | ------- | ------------------------ | ------------ | ---------------- | ---------------- | ---------------- |
| الخصم                                                                       | النتيجة | النتيجة | النتيجة | الجولة                   | الخصم        | النتيجة          | النتيجة          | النتيجة          |
| نادي بارباسترو                                                              | 4–0 (خ) | 4–0 (خ) | 4–0 (خ) | دور 32                   | نادي ماينيرا | 5–0 (خ)          | 5–0 (خ)          | 5–0 (خ)          |
| ريال بيتيس                                                                  | 5–1 (د) | 5–1 (د) | 5–1 (د) | دور 16                   | سيلتا فيغو   | 5–2 (د) (ب.و.إ.) | 5–2 (د) (ب.و.إ.) | 5–2 (د) (ب.و.إ.) |
| نادي فالنسيا                                                                | 5–0 (خ) | 5–0 (خ) | 5–0 (خ) | ربع النهائي              | نادي ليغانيس | 3–2 (خ)          | 3–2 (خ)          | 3–2 (خ)          |
| الخصم                                                                       | إجم.    | الذهاب  | الإياب  | نصف النهائي (ذهاب وإياب) | الخصم        | إجم.             | الذهاب           | الإياب           |
| أتلتيكو مدريد                                                               | 5–4     | 4–4 (د) | 0–1 (خ) | نصف النهائي (ذهاب وإياب) | ريال سوسيداد | 4–5              | 0–1 (خ)          | 4–4 (د) (ب.و.إ.) |
| ملاحظة: تشير الرموز (د) = داخل الديار ; (خ) = خارج الديار; (م) = ملعب محايد |         |         |         |                          |              |                  |                  |                  |

### برشلونة
حجز برشلونة مقعده في دور الستة عشر لكأس ملك إسبانيا لكرة القدم بقيادة مديره الفني الألماني هانز فليك بعد فوز صعب بنتيجة ثلاثة أهداف مقابل هدفين على مضيفه بارباسترو الفريق منافس في الدرجة الرابعة بأهداف عارسيا بابلو توري وروبرت ليفاندوفسكي. وافتتح لوبيز أهداف برشلونة في الدقيقة 21، قبل أن يحرز روبرت ليفاندوفسكي الهدفين الثاني في الدقيقة 31، والثالث في الدقيقة 47، ثم أحرز بابلو توري الهدف الرابع في الدقيقة 56 من الشوط الثاني.
في الدور ستة العشر فاز نادي برشلونة على ضيفه ريال بيتيس بنتيجة خمسة أهداف مقابل هدف ليتأهل للدور ربع النهائي بكأس ملك إسبانيا لكرة القدم، في مباراة ثمن النهائي التي أقيمت على ملعب لويس كومبانيس الأولمبي. تقدم برشلونة بهدف مبكر لغافي بعد 3 دقائق فقط، وأضاف كوندي الهدف الثاني في الدقيقة 27 بتسديدة صاروخية، وعزز رافينيا بالهدف الثالث وأضاف البديل فيران توريس الهدف الرابع لبرشلونة في الدقيقة 67، واختتم الخماسية اللاعب الشاب لامين جمال في الدقيقة 75، في مقابل سجل البرازيلي فيتور روكي المعار من برشلونة هدف بيتيس الوحيد في الدقيقة 84 من ركلة جزاء،
ضمن منافسات الدور ربع النهائي في بطولة كأس ملك إسبانيا حقق فريق برشلونة فوزا عريضا ضد مضيفه فالنسيا بنتيجة بنتيجة خمسة أهداف دون مقابل أحرزها فيران توريس بثلاثية "هاتريك" في الدقائق (3، 17، 30) وفيرمين لوبيز في الدقيقة 23 ولامين يامال في الدقيقة 59 من الشوط الثاني في المباراة التي جمعتهما على ملعب "ميستايا"، وذلك ليكمل عقد أندية نصف النهائى ويلحق بكل من ريال مدريد وأتلتيكو مدريد وريال سوسيداد.
انهى أتلتيكو مدريد ذهاب نصف نهائي مسابقة كأس ملك إسبانيا بفرض التعادل على مضيفه برشلونة على ملعب لويس كومبانيس الأولمبي بنتيجة بإحراز أربعة أهداف لكل فريق، افتتح أتلتيكو مدريد تسجيل في الدقيقة الأولى عن طريق جوليان ألفاريز بعد صناعة من أنطوان غريزمان، الذي عزز هو الآخر تقدم أتلتيكو مدريد في الدقيقة السادسة بعد اسقباله عرضية من ألفاريز. وتمكن برشلونة من تقليص النتيجة في الدقيقة 19 عن طريق بيدري بعد صناعة من جول كوندي، لم يطل الوقت كثير تمكن باو كوبارسي بعدها بدقيقتين من إحراز هدف التعادل برأسية، وقبل نهاية الشوط الأول نجح برشلونة التقدم في النتيجة عن طريق رأسية إنييغو مارتينيز.
مع مجريات الشوط الثاني وفي الدقيقة 75 توغل لامين جمال في منطقة الجزاء ومرر كرة عرضية حولها روبرت ليفاندوفسكي داخل الشباك محرزاً معززا تقدم على أصحاب الأرض بهدف رابعاُ، تمكن أتلتيكو من تقليص النتيجة في الدقيقة 84 عن طريق ماركوس يورنتي بعد صناعة من أنخيل كوريا وفي الدقيقة الثالثة من الوقت المحتسب بدلا من الضائع نجح البديل ألكسندر سورلوث من تسجيل هدف التعادل الرابع، ويبقي المنافسة مفتوحة لمباراة الإياب على ملعب واندا ميتروبوليتانو، لتحديد الفريق المتأهل إلى نهائي كأس ملك إسبانيا.
وفي إياب نصف نهائي كأس ملك إسبانيا تغلب برشلونة على أتلتيكو مدريد بهدف دون مقابل فضل هدف فيران توريس في الدقيقة 27 من الشوط الأول، على ملعب "رياض أير ميتروبوليتانو"، حجز مكانه في النهائي المرتقب لكأس إسبانيا مع غريمه الأزلي ريال مدريد الذي عبر بصعوبة أمام ريال سوسييداد.

### ريال مدريد
تجاوز نادي ريال مدريد دور الثاني والثلاثين بفوز سهل بخمسة أهداف دون مقابل على ديبورتيفو مينيرا من الدرجة الرابعة، شارك المدير الفني الإيطالي أنشيلوتي المباراة بتشكيلة رديفة قادها الثلاثي لوكا مودريتش وفيديركو فالفيردي وإدواردو كامافينغا، منحاً الفرصة للاعبين الذين لا يحظون بدقائق لعب كثيرة في الدوري ومسابقة دوري أبطال أوروبا خصوصا البرازيلي أندريك وأردا غولر والمغربي إبراهيم دياز، ومبقىاً على قوته الهجومية البرازيلي فينيسيوس جونيور ورودريغو والفرنسي كيليان مبابي والإنجليزي جود بيلينغهام على دكة البدلاء إلى جانب المدافعين الفرنسي فيرلان مندي ولوكاس فاسكيس ولاعب الوسط الفرنسي أوريليان تشواميني وداني سيبايوس، خلال مجريات الشوط الأول تمكن الفريق من إحراز ثلاثة أهداف، افتتح التسجيل فالفيردي، وأضاف كامافينغا الهدف الثاني برأسية، وعزز غولر بهدف الثالث بتسديدة من داخل المنطقة. دخل داني سيبايوس بداية الشوط الثاني بديل عن فالفيردي قبل أن يشرك المدرب الإيطالي كل من فينيسيوس ومبابي وفاسكيس دفعة واحدة في الدقيقة 63 من الشوط الثاني بدلاء عن مودريتش وكامافينغا ولورنسو، وأضاف مودريتش الهدف الرابع في الدقيقة 55 بتسديدة من داخل المنطقة إثر تمريرة من دياز، اختتم غولر خامس أهداف الفريق في الدقيقة 88 من الشوط الثاني بعد متابعته كرة غارسيا داخل المنطقة في المرمى الخالي بعد هجمة مرتدة قادها مبابي.
تأهل ريال مدريد إلى ربع نهائي كأس إسبانيا بعد فوزه على سلتا فيغو 5-2 في مباراة امتدت للأشواط الإضافية. وافتتح ريال التسجيل بثنائية للفرنسي كيليان مبابي في الدقيقة 37 والبرازيلي فينيسيوس جونيور في الدقيقة 48، قبل أن يدرك سلتا فيغو التعادل عن طريق جوناثان بامبا في الدقيقة 83 وماركوس ألونسو من ركلة جزاء في الدقيقة 90+1، مما أجبر الفريقين لعب الأشواط الإضافية. وفي الشوط الإضافي الثاني عاد ريال بقوة ليسجل ثلاثة أهداف عن طريق البرازيلي أندريك في الدقيقة 108 و119 والأوروغوياني فيديريكو فالفيردي في الدقيقة 112، ليحسم بطاقة التأهل لربع النهائي.
حقق نادي ريال مدريد فوزا صعبا على ليغانيس في ربع نهائي لكأس ملك إسبانيا لكرة القدم. وسجل لوكا مودريتش وإندريك هدفين لريال مدريد في بداية الشوط الأول، لكن خوان كروز قلص الفارق من ركلة جزاء في الدقيقة 39 بعد لمسة يد داخل منطقة الجزاء على جاكوبو رامون. ثم أدرك كروز التعادل في الدقيقة 59، مع قرب انتهاء الشوط الثاني تمكن اللاعب البديل الشاب غونزالو غارسيا من إحراز هدفا قاتلا بضربة رأس في الدقيقة الثالثة من الوقت بدل الضائع للمباراة بعد تمريرة عرضية رائعة من إبراهيم دياز.
في ذهاب نصف نهائي كأس إسبانيا لكرة القدم، انتزع ريال مدريد على ريال سوسيداد بهدف وحيد سجله المهاجم البرازيلي الصاعد إندريك في الدقيقة 19 من المباراة التي أقيمت على ملعب أنويتا معقل فريق ريال سوسيداد. ورفض الحكم احتساب ضربة جزاء لسوسيداد في الدقيقة الأخيرة من الوقت بدل الضائع للشوط الثاني بعدما عرقل ميندي منافسه كوبو مهاجم سوسيداد، لتنتهي المباراة بفوز ريال مدريد، هذا الفارق الضئيل يتأجل التأهل للمباراة النهائية إلى مباراة الإياب على ملعب سانتياغو برنابيو.
بلغ ريال مدريد نهائي كأس ملك إسبانيا بتعادل المثير مع ريال سوسيداد بنتيجة أربعة أهداف لكل فريق في إياب نصف النهائي ليتفوق في مجموع مباراتي الذهاب والإياب، ويصعد إلى النهائي. وقلب ريال مدريد تأخره في النتيجة إلى تعادل مثير بثلاثة أهداف لكل فريق في آخر ثماني دقائق، لكن سوسيداد فرض الوقت الإضافي بعد تسجيله هدفا قاتلا في الدقيقة الثالثة من الوقت بدل الضائع. امتدت المباراة إلى لعب شوطين إضافيين، تمكن مدافع الألماني الدولي أنطونيو روديغر من ادراك التعادل لريال مدريد بهدف في الدقيقة 115، ليتأهل ريال مدريد إلى النهائي وينتظر تحديد الفريق الفائز من المواجهة الأخرى بين أتلتيكو مدريد وبرشلونة.

## طقم التحكيم
كلّف الاتحاد الإسباني الحكم ريكاردو دي بورغوس بينغويتشيا لإدارة هذه المباراة، يعاونه بابلو غونزالو فويرتس من تقنية الفيديو المساعد. وسيكون هذا أول نهائي في بطولة كأس الملك يديره دي بورغوس الذي صرّح في مقابلة سابقة مع صحيفة آس الإسبانية "أن حلمه الأكبر هو إدارة نهائي هذه البطولة". يذكر أنه قد سبق له أن أدار ثلاث مباريات كلاسيكو سابقاً، انتهت اثنتان منها بفوز برشلونة مقابل فوز وحيد لنادي ريال مدريد. وأدار دي بورغوس الكلاسيكو للمرة الأولى في ذهاب نهائي كأس السوبر في 13 أغسطس 2017، حين كانت البطولة تُقام بنظامها القديم بين فريقين فقط ومن مبارتي ذهاب وإياب. وجرت تلك المباراة على ملعب كامب نو معقل برشلونة، وانتهت بفوز النادي الملكي 3-1. وفيها طرد دي بورغوس البرتغالي كريستيانو رونالدو النجم السابق للريال بعد أن قام بدفع الحكم دي بورغوس احتجاجا على عدم احتساب ركلة جزاء له.
وظهر دي بورغوس للمرة الثانية في مباريات الكلاسيكو في نهائي كأس السوبر بالتنظيم الجديد، والذي أُقيم على ملعب الملك فهد الدولي في العاصمة السعودية الرياض يوم 15 يناير 2023 وفيها خرج نادي برشلونة منتصراً بنتيجة 3-1. أما المباراة الثالثة فقد أُقيم ذلك الكلاسيكو يوم 19 مارس 2023، ضمن منافسات الدوري الإسباني بالجولة 26 من موسم 2022-2023 على ملعب كامب نو في برشلونة. انتهت المباراة لصالح نادي برشلونة بنتيجة 2-1 بفضل هدف متأخر سجله نجمه السابق فرانك كيسي. وطوال مسيرته التحكيمية أدار دي بورغوس 31 مباراة أحد أطرافها نادي برشلونة فاز النادي الكتالوني في 25 مرة وتعادل في مباراة وحيدة مقابل 5 خسارات. فيما ظهر دي بورغوس في 25 مباراة أحد أطرافها نادي ريال مدريد، فاز فريق نادي ريال مدريد في 17 مباراة وخسر 4 مرات فقط وتعادل مثلها.

### جدل التحكيم حول ريكاردو دي بورغوس
قبل المباراة النهائية، بثّت قناة ريال مدريد التلفزيونية فيديو ينتقد حكم المباراة المعين ريكاردو دي بورغوس بينغويتشيا، مؤكدةً أن برشلونة فاز أكثر من ريال مدريد في المباريات التي أدارها. واستهجنت القناة دي بورغوس بينغويتشيا لعدم تعيينه لإدارة مباريات في دوري أبطال أوروبا أو بطولات الفيفا، وعرضت لقطات لعدة أخطاء تحكيمية مزعومة ضد ريال مدريد. ردّ دي بورغوس بينغويتشيا في مؤتمر صحفي بتسليط الضوء على الصعوبات التي يواجهها حكام المباريات وعائلاتهم عندما تُشكك نزاهتهم، قائلاً: "عندما يذهب طفلك إلى المدرسة ويُقال له إن والده لص من قبل أطفال آخرين، فهذا أمرٌ صعبٌ للغاية". وأشار حكم الفيديو المساعد في النهائي، بابلو غونزاليس فويرتيس، إلى أن حكام المباريات الإسبان قد يتخذون إجراءاتٍ مثل الإضراب بسبب طريقة معاملتهم.
وصف ريال مدريد تعليقات الحكام بأنها "غير مقبولة" وانسحب من مهامه الإعلامية قبل النهائي، بما في ذلك المؤتمر الصحفي وجلسة التدريب الرسمية.

## المباراة النهائي

### تفاصيل المباراة
لم تمضى من عمر المباراة عشرة دقائق إلا ويغادر مدافع ريال مدريد فيرلاند ميندي المباراة مصاباً في الدقيقة 11 بعد كرة مشتركة مع لاعب برشلونة جول كوندي وسط الملعب، ليحل فران غارسيا مكانه. جاء التهديد الأول من جانب برشلونة على مرمى ريـال مدريد في الدقيقة 16 من خلال الهجمة المرتدة التي قادها لامين يامال، والذي أرسل تمريرة طويلة إلى رافينها، ليقوم الجناح البرازيلي بتمرير الكرة داخل منطقة الجزاء إلى فيران توريس، لكن فالفيردي تدخل بالتوقيت المناسب لمنع هدف محقق للفريق الكتالوني.
وكاد لامين يامال أن يفتتح التسجيل لصالح برشلونة من خلال تسديدة أرضية زاحفة مرت بجوار مرمى تيبو كورتوا عند الدقيقة 18 من الشوط الأول. استمرت تهديدات برشلونة على مرمى كورتوا تواصلت ومنع هدفاً محققاً من ضربة رأسية عن طريق مدافع برشلونة جول كوندي. جاء الظهور الأول للفريق الملكي في اللقاء في الدقيقة 23، وكاد فران غارسيا أن يسجل هدفاً لريال مدريد لكن كوندي تدخل بالتوقيت المناسب. افتتح فريق برشلونة أسبقية التهديف عن طريق النجم الشاب بيدري في الدقيقة 28 من عمر اللقاء، بعد تمريرة من لامين يامال إلى بيدري الذي استقبلها بتسديدة رائعة من خارج منطقة الجزاء، سكنت أعلى الشباك في الزاوية اليمنى لحارس مرمى ريال مدريد تيبو كورتوا لتصبح النتيجة 1-0 لصالح البرسا.
وأحرز جود بيلينجهام هدف التعادل لصالح ريـال مدريد، لكنه تم إلغاء الهدف بداعي التسلل عند الدقيقة 34 من الشوط الأول. داني أولمو كاد أن يوقع على ثاني أهداف برشلونة، من خلال تنفيذ ضربة ركنية مباشرة على المرمى، لكنها اصطدمت بالقائم الأيسر لمرمى ريال مدريد بالدقيقة 43. وقبل نهاية الشوط الأول تراجع حكم المباراة عن احتساب ركلة جزاء لصالح ريال مدريد لوجود حالة تسلل على المهاجم البرازيلي فينيسيوس جونيور لينتهي الشوط الأول بتقدم برشلونة بهدف نظيف.
في الشوط الثاني دخل كيليان مبابي اللقاء بديلا عن المهاجم البرازيلي رودريغو، بعد أن غيابه في آخر مواجهتين للفريق الملكي. أنقذ تشيزني مرمى برشلونة من تلقي هدف التعادل عن طريق فينيسيوس جونيور في الدقيقة 48، الذي سدد على المرمى في مناسبتين لكن الحارس البولندي كان يقظاً. أهدر فينيسيوس جونيور فرصة ثمينة آخر بعد أن راوغ جيرارد مارتن داخل منطقة الجزاء، لكن تسديدته كانت ضعيفة تعامل معها كوندي وتشيزني ببراعة. تواصل تهديد ريال مدريد على مرمى تشيزني، وكاد فينيسيوس من تسجل هدفاً من تسديدة قوية لكنها جاءت بعيدة عن مرمى برشلونة، أثمرت محاولات ريال مدريد عندما تمكن كيليان مبابي من تسجيل هدف التعادل من ضربة حرة مباشرة عبر تسديدة اصطدمت بالقائم ثم هزت الشباك في الدقيقة 70، وأضاف أوريلين تشواميني ثاني أهداف ريال مدريد من ضربة رأسية في الدقيقة 77، بصناعة من أردا جولر.
لم يستمر تقدم ريال مدريد كثير حيث استطاع فيران توريس أن يراوغ تيبو كورتوا ويهز شباك ريـال مدريد محرزاً هدف التعادل للفريق الكتالوني مع الدقيقة 84 بعد تمريرة ساحرة وصناعة هدف ثانية من لامين يامال، قبل نهاية الشوط الثاني، تراجع حكم المباراة عن احتساب ركلة جزاء لصالح برشلونة بعد العودة إلى تقنية الفيديو لعدم وجود مخالفة على راؤل أسينسيو أمام البرازيلي رافينها لتتجه المباراة إلى الأشواط الإضافية.
لم يشهد الشوط الإضافي الأول فرصة خطيرة على أي من الفريقين في شوط شهد صراعات والتحامات بدنية بين لاعبي ريال مدريد وبرشلونة. مع بداية الشوط الإضافي الثاني أحرز فيران توريس هدفاً لكنه تم إلغاء الهدف بداعي التسلل. مع تبقى أربع دقائق من نهاية الشوط الإضافي الثاني تمكن جول كوندي من تسجيل ثالث أهداف برشلونة في الدقيقة 116 عبر تسديدة قوية لم ينجح تيبو كورتوا في التصدي لها.
شهد نهائي كأس ملك إسبانيا 2025 أحداثًا مثيرة لم تتوقف عند فوز برشلونة وتتويجه باللقب، امتدت إلى حالات تحكيمية بطرد ثلاثي ريال مدريد الألماني أنطونيو روديغر اللاعبَ لوكاس فاسكيز والإنجليزي جود بيلينغهام، حسب صحيفة "موندو ديبورتيفو" الإسبانية أوضح واستنادا إلى تقرير الحكم دي بورغوس أن حالة طرد أنطونيو روديغر بسبب بعدما ألقى رمي زجاجة مياه من المنطقة الفنية بتجاه حكم الساحة ريكاردو دي بورغوس دون أن يصيبه، احتجاجاً على أحد القرارات، مضيفًا وطرد اللاعبَ لوكاس فاسكيز بسبب دخوله إلى أرض الملعب واحتجاجه على أحد القرارات، في حين رفع البطاقة الحمراء الثالثة ضد الإنجليزي جود بيلينغهام الذي قام بتصرّف "عدائي" اتجاه الحكم بعد أن توجه إلى الحكم مباشرة عقب صافرة النهاية، مما استدعى تدخل زملائه لمنعه من التصعيد أكثر. بعد نهاية الأحداث عبر روديغر عبر خاصية القصص عبر حسابه في إنستغرام عن اعتذاره عما بدر منه خلال أحداث المباراة مؤكداً أنه لا يوجد ما يبرر ما قام به الليلة الماضية. ومقدماً آسفه الشديد لذلك.
| برشلونة                                      | 3 - 2 (ب.و.إ.) | ريال مدريد                              |
| -------------------------------------------- | -------------- | --------------------------------------- |
| بيدري 28' · فيران توريس 84' · جول كوندي 116' |                | 70' كيليان مبابي · 77' أوريلين تشواميني |

| برشلونة | ريال مدريد |

| GK             | 25 | فويتشيك شتشيسني       |      |        |
| RB             | 23 | جول كوندي             |      |        |
| CB             | 2  | باو كوبارسي           |      |        |
| CB             | 5  | إينيغو مارتينيز       |      |        |
| LB             | 35 | جيرارد مارتين         | 85'  | 37'    |
| DM             | 8  | بيدري                 | 98'  |        |
| DM             | 12 | فرينكي دي يونغ        | 85'  | 68'    |
| RM             | 19 | الأمين جمال           |      |        |
| AM             | 20 | داني أولمو            | 65'  |        |
| LM             | 11 | رافينيا دياز (c)      |      | 90+10' |
| CF             | 7  | فيران توريس           | 115' |        |
| قائمة البدلاء: |    |                       |      |        |
| GK             | 1  | مارك أندريه تير شتيغن |      |        |
| GK             | 13 | إينياكي بينيا         |      |        |
| DF             | 4  | رونالد أراوخو         | 85'  |        |
| DF             | 15 | أندرياس كريستنسن      |      |        |
| DF             | 24 | إريك غارسيا           | 98'  |        |
| DF             | 32 | هيكتور فورت           |      |        |
| MF             | 6  | غافي                  | 85'  |        |
| MF             | 14 | بابلو توري            |      |        |
| MF             | 16 | فيرمين لوبيز          | 65'  | 90+4'  |
| FW             | 10 | أنسو فاتي             |      |        |
| FW             | 18 | باو فيكتور            | 115' |        |
| المدرب:        |    |                       |      |        |
| هانزي فليك     |    |                       |      |        |

| GK             | 1  | تيبو كورتوا       |      |       |        |
| RB             | 17 | لوكاس فاسكيز (c)  | 55'  |       | 120+3' |
| CB             | 35 | راؤول أسينسيو     |      |       |        |
| CB             | 22 | أنطونيو روديغر    | 111' |       | 120+3' |
| LB             | 23 | فيرلاند ميندي     | 11'  |       |        |
| RM             | 8  | فيديريكو فالفيردي |      |       |        |
| CM             | 14 | أوريلين تشواميني  |      | 31'   |        |
| CM             | 19 | داني سيبايوس      | 55'  |       |        |
| LM             | 5  | جود بيلينغهام     |      | 107'  | 120+4' |
| CF             | 11 | رودريغو           | 46'  |       |        |
| CF             | 7  | فينيسيوس جونيور   | 89'  |       |        |
| قائمة البدلاء: |    |                   |      |       |        |
| GK             | 13 | أندري لونين       |      |       |        |
| GK             | 26 | فران غونزاليس     |      |       |        |
| DF             | 4  | دافيد ألابا       |      |       |        |
| DF             | 18 | خيسوس فاييخو      |      |       |        |
| DF             | 20 | فران غارسيا       | 11'  |       |        |
| MF             | 10 | لوكا مودريتش      | 55'  | 90+1' |        |
| MF             | 15 | أردا غولر         | 55'  |       |        |
| CF             | 9  | كيليان مبابي      | 46'  |       |        |
| FW             | 16 | إندريك            | 111' |       |        |
| FW             | 21 | إبراهيم دياز      | 89'  |       |        |
| المدرب:        |    |                   |      |       |        |
| كارلو أنشيلوتي |    |                   |      |       |        |

| الحكام المساعدين: إيكر دي فرانسيسكو جريجالبا أسير بيريز دي مينديولا جونزاليس دي دورانا الحكم الرابع: ماتيو بوسكيتس فيرير حكم مساعد احتياطي: ألفريدو رودريغيز مورينو حكم تقنية الفيديو: بابلو غونزاليس فويرتيس مساعد حكم تقنية الفيديو: إنييجو برييتو لوبيز دي سيراين فرانسيسكو خوسيه هيرنانديز مايسو | قواعد المباراة - مدة المباراة 90 دقيقة مقسمة إلى شوطين مدة كل شوط 45 دقيقة. - تلعب أشواط إضافية من 30 دقيقة مقسومة إلى شوطين مدة كل شوط 15 دقيقة. - تطبق قاعدة ركلات الجزاء الترجيحية في حال استمرار التعادل في الأشواط الإضافية. - تواجد اثنى عشر لاعب في قائمة البدلاء، يمكن إجراء خمسة تبديلات بحد أقصى ، مع السماح بتبديل سادس في الوقت الإضافي. |